# 君の国
「君の国」（きみのくに）は、中村雅俊の楽曲で16枚目のシングル。日本コロムビアから1982年5月21日発売された。
オリコンチャートの登場週数は15週、チャート最高順位は週間20位、累計10.5万枚のセールスを記録した。

## タイアップ
NTV系ドラマ「女かじき特急便」主題歌。

## 収録曲
全編曲：川村栄二
1. 君の国
  - 作詞：大津あきら　作曲：木森敏之
2. 天使達の夢
  - 作詞：岡本おさみ　作曲：中村雅俊